# 祖国 (テレビドラマ)
『祖国』（そこく）は、2005年8月14日にWOWOWで放送されたテレビドラマである。

## 概要
戦後60年特別企画として『ドラマW』シリーズ第16作目として放送された。原作は、山田洋次によるオリジナルストーリーで、心温まる家族愛の物語である。

## キャスト
- 小野寺一郎：上川隆也
- 守谷亮（レオ）：マコ・イワマツ
- 守谷朋子：木村佳乃
- 小野寺玲子：森口瑤子
- ユキ・モリヤ：高橋マリ子
- 小野寺江梨：谷村美月
- 山崎忠雄：吹越満
- 守谷セキ：南田洋子
- 山下徹大
- 円城寺あや
- 江幡高志
- 椋木美羽
- 弘中麻紀
- 宇納佑
- 田沢啓司：俵木藤汰
- 磯村千花子

## スタッフ
- 監督：堀川とんこう
- チーフプロデューサー：山本均
- プロデューサー：堀貞雄、青木泰憲
- 原作：山田洋次
- 脚本：山田洋次、平松恵美子、荒井雅樹
- 音楽：寺嶋民哉

## 受賞歴
- 平成17年度文化庁芸術祭テレビ部門(ドラマの部)優秀賞
- 平成18年日本民間放送連盟賞番組部門テレビドラマ番組優秀賞[1]
- 第23回ATP賞テレビグランプリ2006グランプリ／ドラマ部門最優秀賞